# Erik Hillebard (1646–1716)
Erik Hillebard, född 5 oktober 1646, död 30 december 1716 i Lund, var en svensk militär.
Erik Hillebard var son till Erik Hillebard och Catharina von Witten af Stensjö. Han blev pikenerare vid Livgardet 1663, fältväbel vid Jönköpings regemente 1664, fänrik där 1666, löjtnant 1674, kaptenlöjtnant 1675 och kapten 1677. Hillebard bevistade slaget vid Fehrbellin, belägringen av Stettin 1676 och 1677 och belägringen av Bohus fästning 1679. Han blev major 1684, överstelöjtnant 1701 och var överste och chef för Jönköpings regemente 1706. Genom byte med Georg von Buchwaldt blev han i stället 1706–1710 chef för garnisonsregementet i Riga. Hillebard var ägare till Torarp, Säby, Norrhult och Katrineholm.